# Isotropie
L'isotropie caractérise l’invariance des propriétés physiques d’un milieu en fonction de la direction. Elle qualifie une propriété d'un milieu, ou le milieu directement, la propriété concernée étant sous-entendue.
L'isotropie est significative pour une grandeur portée par un vecteur, comme la vitesse ; une grandeur scalaire ne dépend pas d'une direction et est par nature isotrope. Le contraire de l’isotropie est l’anisotropie.
Le mot isotrope dérive des termes grecs isos (ἴσος, « égal ») et tropos (τρόπος, « conduite, manière »).

## Optique
L'isotropie d'une source lumineuse caractérise son émission de lumière. Une source isotrope émet la même quantité d'énergie dans toutes les directions de l'espace. L'intensité lumineuse perçue par l'observateur situé à une distance d de la source sera la même, quel que soit le placement de l'observateur.
Dans un milieu optique isotrope, les propriétés optiques (comme la vitesse de propagation de la lumière) sont les mêmes dans toutes les directions.
Dans un milieu optique anisotrope, la vitesse de propagation de la lumière (donc aussi l'indice de réfraction) dépend de la direction de propagation de l'onde lumineuse et de sa polarisation. Cela donne lieu au phénomène de biréfringence. Les milieux optiques anisotropes sont les cristaux à maille non cubique ; les matériaux isotropes soumis à une contrainte mécanique peuvent devenir anisotropes (anisotropie induite).

## Interférométrie
Les interférences sont utiles pour montrer que la lumière est anisotrope. Un faisceau de lumière sortant par un orifice n'est pas isotrope. En effet elle est majoritairement dirigée vers l'avant.

## Cristallographie
Un milieu isotrope est un milieu dont les propriétés sont identiques quelle que soit la direction d'observation.
Par exemple, les liquides ou les solides amorphes sont (statistiquement) isotropes alors que les cristaux, dont la structure est ordonnée et dépend donc de la direction, sont majoritairement anisotropes (à l'exception des minéraux du système cristallin cubique). Ainsi certains minéraux possèdent une dureté différente selon la direction dans laquelle a été effectué l’essai de dureté.

## Résistance des matériaux
Un matériau est dit isotrope si ses propriétés mécaniques sont identiques dans toutes les directions.
On considère généralement les métaux comme étant isotropes statistiquement, c’est-à-dire à l’échelle macroscopique.
Cependant après certains procédés de fabrication comme le laminage ou le forgeage, un acier devient anisotrope.
Le bois est également anisotrope : ses propriétés mécaniques dépendent de la direction d’application des contraintes en raison de sa constitution fibreuse.
Un matériau présentant deux directions perpendiculaires pour ses caractéristiques est dit orthotrope (une direction principale et deux perpendiculaires : les deux perpendiculaires à la première direction ont les mêmes propriétés mécaniques).
Les matériaux composites sont parfois volontairement rendus anisotropes par l'ajout de fibres pour améliorer leurs propriétés dans une seule direction.

## Cosmologie
La métrique de Friedmann-Lemaître-Robertson-Walker (FLRW) décrit un univers homogène, isotrope en expansion ou contraction. Ce modèle est utilisé comme une première approximation du modèle standard de la cosmologie, basé sur le Big Bang.

## Imagerie médicale
L'anisotropie fractionnelle, souvent abrégée en F.A. (angl. fractional anisotropy), est un indice allant de 0 à 1. Il est calculé après un examen par imagerie par résonance magnétique par tenseur de diffusion. Il permet de connaître le niveau d'anisotropie d'un tissu et donc sa densité. Plus l'indice est proche de 1, plus le tissu est dense. Les anisotropies fractionnelles différent plus ou moins d'une région à une autre du cerveau et entre individus.

### Utilisation
L'anisotropie fractionnelle rend compte de la densité d'un tissu et donc du nombre d'axones et de neurones dans la matière blanche et grise. C'est pourquoi elle est souvent utilisée pour mener des études sur les maladies neuro-dégénératives (e.g sclérose en plaques), après un traumatisme (accident de voiture, A.V.C.), utilisation prolongée d'une drogue (cannabis, alcoolisme) ou courte (binge-drink) ou pour un contrôle.

### Anisotropie fractionnelle et intelligence
Bien qu'il n'y ait pas à ce jour[Quand ?] de preuve à proprement parler, une anisotropie fractionnelle plus élevée que la moyenne des individus dans certaines régions cérébrales semble être liée à un quotient intellectuel plus élevé que la moyenne[réf. nécessaire].

## Mathématiques
La notion de vecteur isotrope joue un rôle dans l'étude et la classification des formes bilinéaires.
Cette notion n'a rien à voir avec les notions d'isotropie que l'on rencontre ci-dessus.